# Štěpánka Křesťanová
Štěpánka Křesťanová (* 14. února 1976 Hamry nad Sázavou) je česká divadelní a televizní herečka. Po studiích na DAMU nastoupila v roce 1998 do stálého angažmá v plzeňském Divadle Josefa Kajetána Tyla. Od roku 2019 je na volné noze.
Během svého angažmá v DJKT se objevila např. ve hrách Dáma od Maxima, Tři v tom, David a Goliáš aneb Pepička to zařídí, Příběhy obyčejného šílenství, Arthurovo bolero, Bratři Karamazovi, Macbeth, Strýček Váňa, Sestup Orfeův, Sen noci svatojánské, Gazdina roba či Šakalí léta.
Kromě divadelního herectví účinkuje i v televizních seriálech (Duch český, Ulice, Policie Modrava). Dále se objevila ve filmech Byl jednou jeden polda II - Major Maisner opět zasahuje! a Věrní abonenti.
V roce 2005 se provdala za Antonína Procházku.